# Andreas Kleeb

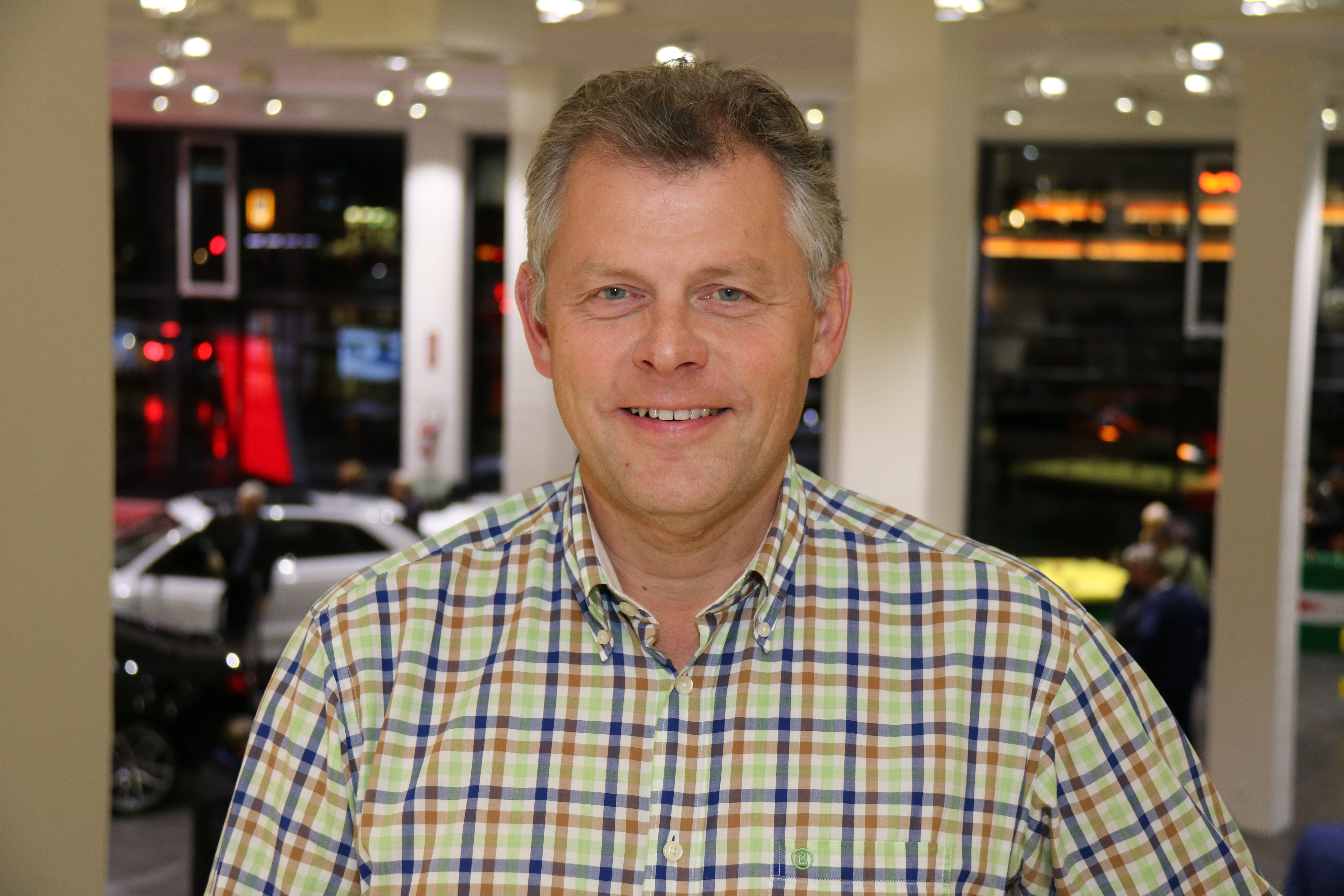
Andreas Kleeb (2016)

Andreas Kleeb (* 2. Oktober 1962 in Zug; heimatberechtigt in Zug, Richenthal und Roggliswil) ist ein Schweizer Unternehmer, Viehhändler und Politiker.

## Leben und Wirken
Andreas Kleeb studierte Wirtschaftsinformatik an der Universität Zürich. 1985 trat er als Werkstudent in die Büro Wickart ein und baute dieses Bürofachgeschäft unter dem neuen Namen Wickart, Kleeb + Partner AG zu einem Informatik-Anbieter aus. 1999 wurde das Unternehmen umstrukturiert und es entstand daraus die beelk group mit den Tochterunternehmen redIT, beelk Services, Softmotive AG, Ivira AG und Jetag GmbH. Im Laufe der Zeit wurden weitere Beteiligungen als Startup gegründet oder in Form einer Nachfolgelösung erworben. Einzelne Beteiligungen wie Radio Sunshine oder iSpeech wurden zwischenzeitlich wieder verkauft.
Andreas Kleeb betreut weitere Mandate namentlich im Verwaltungsrat der Elektron AG (Au ZH) und in der Notter Gruppe (Wohlen), sowie im Stiftungsrat der Pro Senectute (Zug) und im Beirat der Hochschule Luzern, Departement Informatik (Rotkreuz).
Andreas Kleeb lebt in Zug.

## Politik
Von 2008 bis 2012 war Andreas Kleeb Kantonalpräsident der FDP Kanton Zug. In dieser Zeit veranlasste er die Gründung der FDP Top60, welche sich um die Alterspolitik im Kanton Zug kümmert. Als Präsident lancierte er 2008 auch die kantonale Verfassungsinitiative «JA zu Personenwahlen» in der Exekutiven, welche vom Volk später gutgeheissen wurde. 2010 entstand die eidgenössische Petition «2000 Franken sind genug!» für eine NFA Obergrenze der NFA-Zahler insbesondere für Zug. Ebenfalls 2010 war er aktiv bei der FDP Schweiz in der Präsidentenkonferenz engagiert, als die Eidgenössische Volksinitiative Bürokratie-Stopp! lanciert wurde, die jedoch wegen fehlerhaften Unterschriften nicht erfolgreich eingereicht werden konnte.
2012 war Andreas Kleeb Gründungsmitglied und bis 2014 Vorstand der Bürgerlicher Stadtrat 2014 (BS14!). Seit 2014 ist er im Kernteam für die eidgenössische Volksinitiative «Ja zur Abschaffung der Radio- und Fernsehgebühren (Abschaffung der Billag-Gebühren)», die die Abschaffung der Billag-Gebühren in der Schweiz verfolgte. Die Initiative kam am 4. März 2018 zur Abstimmung.
Nachdem er nicht für die Nationalratswahlen nominiert wurde, trat er 2015 aus allen FDP-Sektionen aus.
Seit 2016 ist er Mitglied in der FDP Top60.

## Mitgliedschaften
Andreas Kleeb ist Mitglied mehrerer Vereinigungen wie Freunde des Morgartenschiessens, Aero-Club der Schweiz<, Schweizerischer Viehhändler Verband SVV,  SWICO (Schweizerischer Wirtschaftsverband), Zuger Wirtschaftskammer, Gewerbeverband Kanton Zug, Rotary Club Zug-Zugersee, Ehrenmitglied des Rotary eClub Zentralschweiz.

## Auszeichnungen
- 1996 Innovationspreis des Kantons Zug für die Wickart, Kleeb + Partner AG mit dem Konzept SPOC®[3]
- 1995 EuroChannels EC Award mit dem Konzept SPOC®